# Przetrwały przewód tętniczy
Przetrwały przewód tętniczy (otwarty przewód Botalla, drożny przewód Botalla, łac. ductus arteriosus persistens, ang. patent ductus arteriosus, PDA) – wada wrodzona serca, współistniejąca z innymi wadami serca albo izolowana. Jest to połączenie naczyniowe między tętnicą płucną i aortą zstępującą.

## Epidemiologia
Przetrwały przewód tętniczy stanowi około 10% wad wrodzonych. Częściej obserwowany jest u wcześniaków, 3 razy częściej występuje u dziewcząt.

## Patofizjologia
Podczas życia płodowego dzięki wysokiemu poziomowi krążących we krwi prostaglandyn przewód tętniczy pozostaje otwarty i umożliwia bezpośrednie przemieszczenie większości krwi pompowanej przez prawą komorę serca do aorty z ominięciem płuc płodu. Fizjologicznie ulega czynnościowemu zamknięciu około 8 godziny po urodzeniu: gwałtowny spadek poziomu prostaglandyn, wzrost stężenia parcjalnego tlenu we krwi tętniczej (> 50 mm Hg) i spadek oporów płucnych po rozprężeniu płuc podczas oddychania powoduje obkurczenie ściany naczynia i zamknięcie jego światła. W przypadku, gdy przewód nie ulegnie zamknięciu, powstaje przeciek lewo-prawy, prowadzący do przeciążenia objętościowego lewego przedsionka serca i krążenia płucnego. Konsekwencjami są niewydolność lewokomorowa, odwracalne nadciśnienie płucne, obciążenie prawej komory serca i, w najcięższym przypadku, nieodwracalne nadciśnienie płucne (zespół Eisenmengera).

## Objawy kliniczne i przebieg
Przy małym przecieku lewo-prawym przebieg może być bezobjawowy. Duży przeciek wywołuje niewydolność lewej komory i duszność wysiłkową (tachypnoe). U noworodka objawy duszności są inne, ważnym objawem jest męczenie się dziecka w czasie karmienia. Większa jest skłonność do infekcji płucnych.

### Objawy osłuchowe
Dla PDA charakterystyczny jest ciągły szmer skurczowo-rozkurczowy, opisywany jako "maszynowy". Punctum maximum szmeru znajduje się przymostkowo w II lewym międzyżebrzu. 

### Zapis EKG
Przy małym przecieku lewo-prawym zapis EKG jest prawidłowy. Przy dużym przecieku występują cechy przerostu lewej komory (wysokie załamki R i głębokie załamki Q w odprowadzeniach przedsercowych V5 i V6).

## Powikłania
Do powikłań PDA należą:
- infekcyjne (bakteryjne) zapalenie wsierdzia
- niewydolność krążenia
- zespół Eisenmengera.

## Leczenie
- U wcześniaków można podjać próbę farmakologicznego zamknięcia przewodu tętniczego przez podawanie inhibitorów cyklooksygenazy (np. indometacyny, ibuprofenu), które obniżają poziom prostaglandyn, odpowiadających za rozszerzanie światła przewodu. Mniejsze stężenie prostaglandyn powoduje obkurczanie się i zamykanie światła przewodu tętniczego. Jeśli leczenie to nie jest skuteczne, wskazane jest leczenie chirurgiczne[1][3].

- Leczenie operacyjne PDA zastosowane po raz pierwszy w 1938 przez Roberta Grossa, polega na podwiązaniu przewodu lub przecięcie z zaszyciem obu kikutów. Cięcie chirurgiczne prowadzi się po lewej stronie klatki piersiowej w międzyżebrzu. Zalecane w przypadku wcześniaków i noworodków z dużą niedowagą z krótkim o dużej średncy PDA. Do ważnych powikłań należą krwawienie, odma opłucnowa, infekcja i rzadko podwiązanie lewej tętnicy płucnej lub aorty. Długość pobytu w szpitalu została skrócona dzięki zastosowaniu torakotomii przezpachowej oszczędzającej mięśnie oraz dzięki technice torakoskopowego podwiązania PDA wspomaganego wideo[2][3].

- Poza wcześniakami i noworodkami obecnie metodą z wyboru jest interwencyjne zamknięcie przez cewnik przetrwałego przewodu tętniczego. Używa się do zamknięcia spirali np. Gianturco Coil, lub specjalnej zapinki tzw. parasolki Rashkinda[1][3][5].

## Rokowanie
Skorygowanie odpowiednio wcześnie wykrytej wady przed wystąpieniem powikłań jest obarczone bardzo niską (1%) śmiertelnością operacyjną, rokowanie jest bardzo dobre. Powikłań PDA można uniknąć lub złagodzić je poprzez odpowiednią diagnostykę dobraną terapię. Po zamknięciu PDA (jeśli jest to jedyna wada rozwojowa), dziecko jest całkowicie zdrowe. Profilaktyka zapalenia wsierdzia nie jest już potrzebna i nie należy się spodziewać kolejnych wizyt kontrolnych w dłuższej perspektywie.